# Ekološko-botanični vrt Univerze v Bayreuthu
Ekološko-botanični vrt Univerze v Bayreuthu (nemško Ökologisch-Botanischer Garten der Universität Bayreuth) je botanični vrt, ki deluje v okviru Univerze v Bayreuthu in je bil ustanovljen leta 1978.
Vrt je razdeljen na štiri območja:
- vrt pridelkov (1 hektar),
- ekološko-razvojni del (8 hektarjev),
- zimski vrtovi (8000 m²) in
- geografske sekcije (rastline iz Amerike, Azije in Evrope).

Danes v njem uspeva preko 10.000 vrst rastlin z vsega sveta. Leta 2001 so znotraj vrta ustanovili tudi herbarij, ki vsebuje okoli 25.000 dokumentov o rastlinah.